# Pinacoteca „Antioh Cantemir”
Pinacoteca „Antioh Cantemir” este o galerie de artă în Bălți, Republica Moldova. Galeria municipală a fost fondată în 1973, găzduind o vastă colecție de pictură europeană și autohtonă. Inițial, pinacoteca era amplasată în clădirea Palatului de cultură. Primul director a fost Leonid Crasilnikov care conducea un colectiv alcătuit din 13 persoane. În 1978 director este numit Ludmila Cozârev . Din 1 septembrie 2014 în funcție de director este numit Natalia Lupăcescu . În 1984 pinacoteca este transferată în actualul edificiu, etajul I al unui bloc locativ. Aici au fost expuse operele artiștilor locali: Leonid Pincevschi, Ștefan Florescu, Stefan Sadovnicov dar și din principalele centre culturale din Moldova: Mihai Grecu, Lazăr Dubinovschi, Eleonora Romanescu.
În pinacotecă au loc circa 40 de activități anuale ale meșterilor artei decorative, concerte de cameră, concursuri, etc.  vizitate de locuitori și oaspeți ai orașului, de grupuri de elevi și studenți . În luna septembrie 2008, Consiliul Municipal Bălți a decis să ofere galeriei numele lui Antioh Cantemir, propunere lansată anterior de Asociația «Moldova și Rusia» și a Comunității Rușilor din Bălți .
Scopul galeriei municipale de artă este dezvoltarea și popularizarea artei plastice în rândul localnicilor și a oaspeților orașului.